# Czyżew-Stacja (gromada)
Czyżew-Stacja (początkowo Czyżew Stacja, bez łącznika) – dawna gromada, czyli najmniejsza jednostka podziału terytorialnego Polskiej Rzeczypospolitej Ludowej w latach 1954–1972.
Gromady, z gromadzkimi radami narodowymi (GRN) jako organami władzy najniższego stopnia na wsi, funkcjonowały od reformy reorganizującej administrację wiejską przeprowadzonej jesienią 1954 do momentu ich zniesienia z dniem 1 stycznia 1973, tym samym wypierając organizację gminną w latach 1954–1972.
Gromadę Czyżew Stacja z siedzibą GRN w Czyżewie Stacji (od 2011 część miasta Czyżewa) utworzono – jako jedną z 8759 gromad – w powiecie wysokomazowieckim w woj. białostockim, na mocy uchwały nr 24/V WRN w Białymstoku z dnia 4 października 1954. W skład jednostki weszły obszary dotychczasowych gromad Czyżew Stacja, Czyżew Siedliska, Czyżew Ruś Kolonia, Godlewo Piętaki, Jaźwiny Koczoty, Stokowo Szerszenie, Siennica Klawy, Siennica Lipusy, Siennica Pietrasze, Michałowo Wielkie i Czyżew Złote Jabłko oraz miejscowość Dmochy Glinki kolonia z gromady Dmochy Glinki ze zniesionej gminy Czyżew w tymże powiecie. Dla gromady ustalono 19 członków gromadzkiej rady narodowej.
1 stycznia 1958 do gromady Czyżew-Stacja przyłączono wsie Siennica-Giże, Siennica-Łukasze i Siennica-Pierce ze zniesionej gromady Dąbrowa-Nowa Wieś.
31 grudnia 1959 gromadę Czyżew-Stacja zniesiono, włączając ją do gromady Czyżew-Osada.